# تلاپرویر
تلاپرویر (انگلیسی: Telaprevir) (VX-950) که با نام‌های تجاری Incivek و Incivo به بازار عرضه می شود، یک داروی ضد ویروسی است که برای درمان هپاتیت ث است که توسط شرکت ورتکس و جانسون اند جانسون ساخته شده است. این دارو از دسته داروهای ضد ویروسی است که به عنوان مهارکننده‌های پروتئاز شناخته می‌شوند. به طور خاص، تلاپرویر آنزیم ویروسی هپاتیت ث NS3/4A سرین پروتئاز را مهار می‌کند. تلاپرویر تنها برای استفاده در برابر عفونت‌های ویروسی ژنوتیپ ۱ هپاتیت ث نشان داده شده است و ایمن یا موثر بودن آن در صورت استفاده برای سایر ژنوتیپ های ویروس ثابت نشده است. درمان استاندارد اینترفرون پگیله و ریباویرین در افراد دارای ژنوتیپ ۱ کمتر از تلاپرویر مؤثر است.